# Tenshōin
Thiên Chương viện (chữ Hán: 天璋院; hepburn: Tenshōin; sinh ngày 5 tháng 2 năm 1836 — 20 tháng 11 năm 1883), cũng được biết đến với các tên gọi như Nguyên Đốc Tử (源篤子; Minamoto no Atsuko), Đốc Cơ (篤姫; Atsuhime - công chúa Atsu) hay Đốc Quân (篤君; Atsugimi), là chính thất thứ 3 của Tokugawa Iesada, vị shogun thứ 13 của Mạc phủ Tokugawa trong lịch sử Nhật Bản.
Bà được biết đến trong lịch sử Nhật Bản với vai trò quan trọng trong cuộc Minh Trị Duy tân, khi giúp thành Edo đầu hàng quân đội Thiên Hoàng một cách hoàn toàn hòa bình mà không gây ra đổ máu nào.

## Tiểu sử
Thiên Chương viện tên hồi nhỏ là Nhất (一), âm Nhật Bản đọc là Katsu, thường gọi Okatsu, sinh vào ngày 19 tháng 12 năm Thiên Bảo thứ 6 (tức 5 tháng 2, năm 1835) tại Kagoshima. Cha của bà Shimazu Tadatake (島津忠剛 Đảo Tân Trung Cương) thuộc nhánh Imaizumi Shimazu (今和泉島津 Kim Hoà Tuyền Đảo Tân) của gia tộc Shimazu làm chủ lãnh địa Satsuma.
Năm 1853, bà trở thành con nuôi của Shimazu Nariakira, tên bà đổi thành Atsuko (篤子 Đốc Tử). Ngày 21 tháng 8, bà đi bằng đường bộ từ Kagoshima qua Kumamoto đến Edo, và không bao giờ trở về Kagoshima nữa.
Bà được cho là đã được gửi đến thành Edo với mục đích giúp đỡ Shimazu Nariakira về mặt chính trị. Vấn đề chọn người kế vị tiếp theo cho Chế độ Mạc Phủ có 2 lựa chọn là Tokugawa Yoshinobu, đứng đầu nhà Hitotsubashi-Tokugawa, và Tokugawa Yoshitomi, đứng đầu nhà Kii-Tokugawa, sau được biết đến là Tokugawa Iemochi. Để đảm bảo Yoshinobu trở thành người kế vị tiếp theo, bà được gả vào làm con dâu trong gia tộc Tokugawa.
Năm 1856, bà được được Konoe Tadahiro nhận nuôi, và cải danh thành Fujiwara no Sumiko (藤原の敬子 Đằng Nguyên Kính Tử). Tháng 11 năm ấy, bà kết hôn với Tokugawa Iesada, trở thành Ngự đài sở (Midai dokoro; 御台所) đứng đầu Đại áo.

## Quả phụ
Năm 1858, cả Tokugawa Iesada và Shimazu Nariakira đều chết. Shogun thứ 14 được chọn là Tokugawa Iemochi. Sau cái chết của chồng, ngày 22 tháng 12 năm 1858, bà được ban Tòng Tam vị, cắt tóc và trở thành tín đồ Phật giáo, rồi lấy pháp hiệu Thiên Chương viện Điện Tòng Tam Vị Kính Thuận Trinh Tĩnh đại tỉ (天璋院殿從三位敬順貞靜大姊), thông gọi Thiên Chương viện (天璋院; Tenshōin). Trong Đại Áo, bà được tôn kính với danh vị Đại ngự đài sở 大御台所 (Ōmidaidokoro).
Năm 1862, như một phần của chuyển biến Kōbu Gattai (Liên minh Triều đình và Mạc phủ), Tokugawa Iemochi kết hôn với Hòa Cung Thân Tử Nội thân vương, con gái của Nhân Hiếu Thiên hoàng, em gái của Hiếu Minh Thiên hoàng.
Năm 1866, Tokugawa Iemochi đột ngột từ trần. Đại thần Mạc Phủ thuyết phục Thiên Chương viện lập Tokugawa Yoshinobu trở thành tướng quân kế vị. Trong cuộc Minh Trị Duy tân, Thiên Chương viện và Tĩnh Khoan Viện cung đã giúp đạt được thoả thuận cho Sự đầu hàng hoà bình của thành Edo. Phần đời còn lại, bà bảo hộ cho Tokugawa Iesato, tướng quân thứ 16 gia tộc Tokugawa.
Năm 1867, Tokugawa Yoshinobu trả lại thực quyền cho Thiên hoàng, trở thành vị tướng quân cuối cùng của Mạc phủ Tokugawa. Một năm sau đó, với tư cách là người trong gia tộc Tokugawa, Thiên Chương viện bị triều đình Thiên hoàng Minh Trị tước bỏ Tòng Tam vị.
Sau Minh Trị Duy tân, bỏ ngoài tai lời đề nghị trở về quê hương Kagoshima, bà rời khỏi thành Edo, về sống hết phần đời còn lại ở dinh thự của gia tộc Tokugawa nhà chồng ở Sendagaya, Tokyo. Gia tộc Shimazu chính thức cắt đứt quan hệ với bà.
Năm 1883, tháng 11, bà bị xuất huyết não và hôn mê không tỉnh lại nữa. Ngày 20 tháng 11, Thiên Chương viện từ trần tại dinh thự Tokugawa ở tuổi 47. Bà được an táng tại Khoan Vĩnh tự (寛永寺; Kan'eiji) ở Ueno Tokyo, hợp táng cùng tướng quân Tokugawa Iesada.
Sau khi bà qua đời, triều đình khôi phục phẩm vị cho Thiên Chương viện, truy phong Tòng Tam vị (従三位; Jusanmi).

## Văn hóa đại chúng
Bộ phim Taiga của NHK (2008) Atsuhime (50 tập) là hình tượng điện ảnh hoá của cuộc đời bà.